# 沙希杜尔·阿拉姆
沙希杜尔·阿拉姆（1955年—），是一位孟加拉国摄影师、社交活动家。他是德里克的创始人。

## 生平
阿拉姆在伦敦学习化学，并在伦敦大学获授哲学博士学位。1989年，他建立了德里克图片图书馆。1998年，他成立了南亚摄影学院。他亦是世界新闻摄影大赛评审团的首位亚洲主席。
2015年，他举办的、由秘鲁学者豪尔赫·比利亚科尔塔策划的展览“Crossfire”广受好评，但后被警方关闭，导致全国范围内爆发了抗议活动。在德里克的律师向政府发出通知后，警方移走了路障。该展览馆在3月31日重新开放，供公众参观。